# Clathrochone clathroclada
Clathrochone clathroclada är en svampdjursart som beskrevs av Claude Lévi 1982. Clathrochone clathroclada ingår i släktet Clathrochone, ordningen Lyssacinosida, klassen glassvampar, fylumet svampdjur och riket djur.
Artens utbredningsområde är havet kring Nya Kaledonien. Inga underarter finns listade i Catalogue of Life.